# Lincoln (automòbil)
Lincoln és una marca d'automòbils de luxe construïts als Estats Units per Ford Motor Company. Fundada l'any 1917 per Henry M. Leland, va ser adquirida per Ford Motor Company l'any 1922. Lincoln va ser la marca de luxe més venuda als Estats Units, però el 1998 Lincoln perdé terreny vers els seus competidors; per combatre-ho, Lincoln ha presentat nous models com el MKZ, MKS i el MKX.

## Història

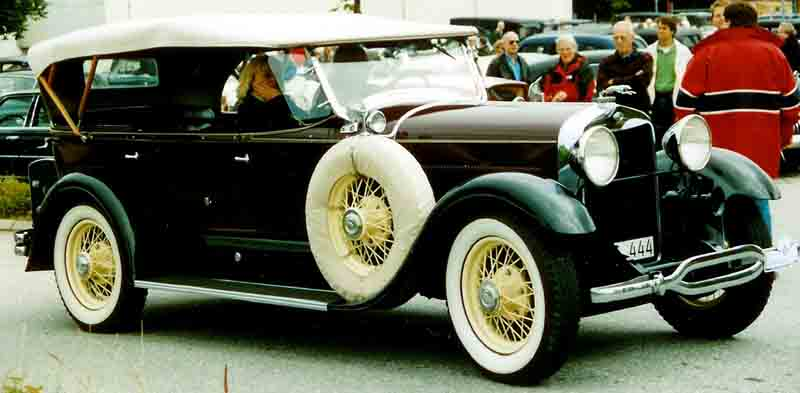
Lincoln Model L del 1929

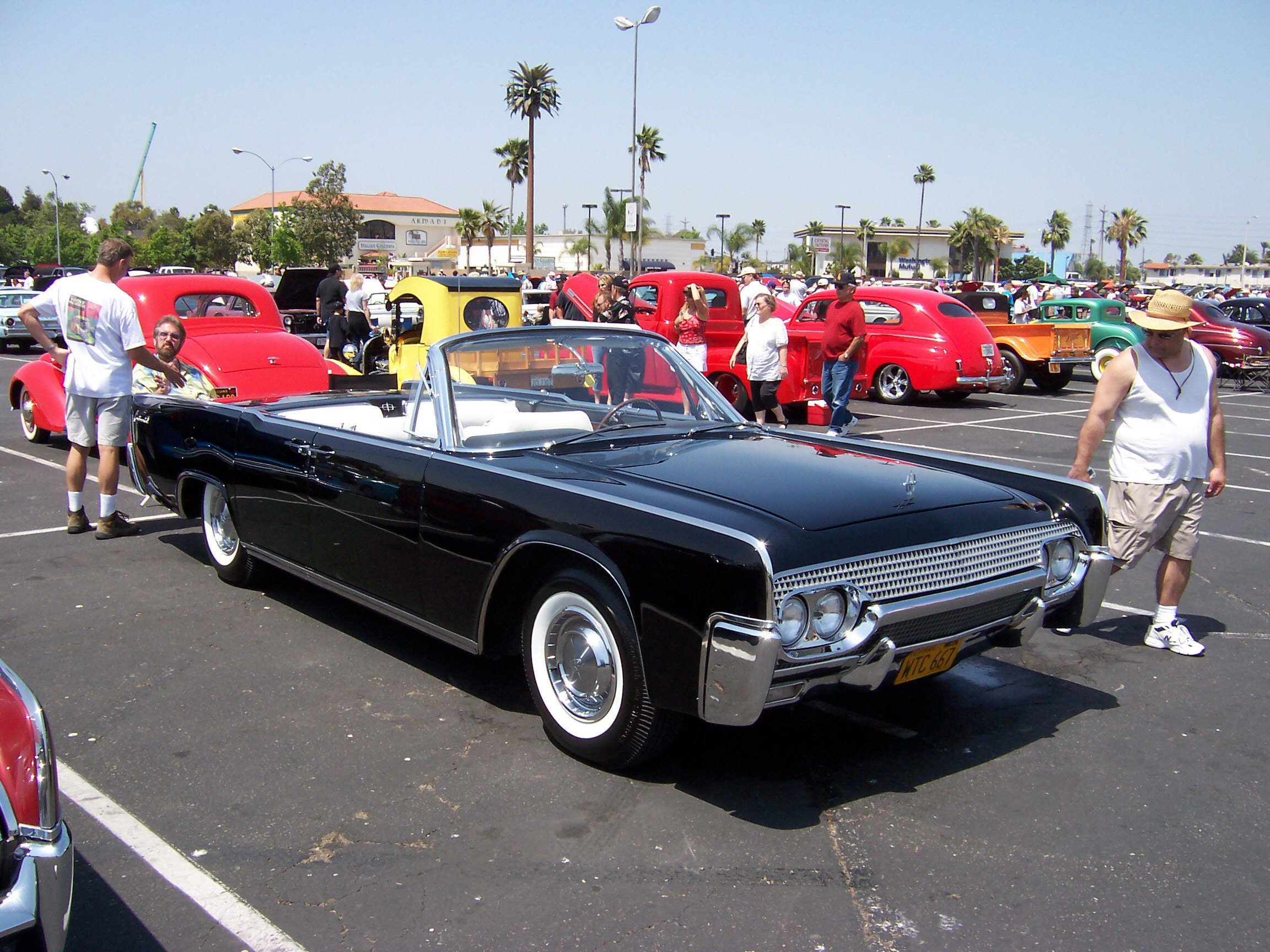
Lincoln Continental del 1961

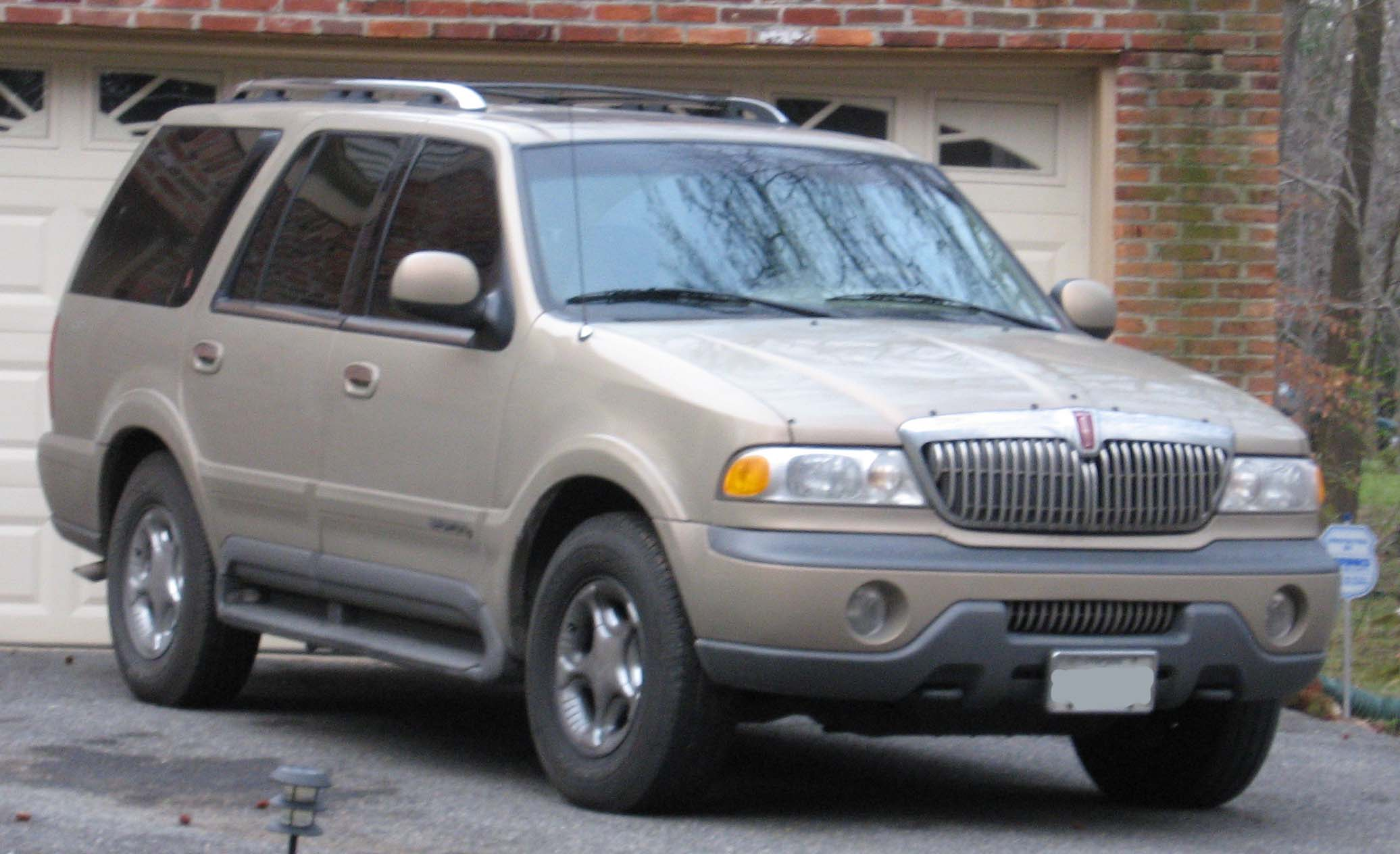
Lincoln Navigator del 1998-2002

L'enginyer Henry M. Leland, un dels fundadors de Cadillac, empresa que va abandonar l'any 1917, va fundar Lincoln Motor Company (va escollir aquest nom perquè Abraham Lincoln era el seu ídol) per construir motors durant la Primera Guerra Mundial. Un cop acabada la guerra, canviarà la seva activitat cap a la fabricació de cotxes de luxe.
Durant aquesta transició Lincoln va tenir problemes econòmics, i en conseqüència el 1922 Ford Motor Company va adquirir-la (actualment, està integrada en la divisió Lincoln-Mercury); aquesta adquisició va ser un triomf personal per Ford Motor Company si tenim en compte el que va passar amb Cadillac; juntament amb ella, seran les marques de luxe americanes més venudes, juntament amb Duesemberg. El 1927, Lincoln adopta l'emblema del "greyhound", que posteriorment serà substituït pel "diamant", que és el que empren actualment.
El 1932 després d'unes vendes decebedores del Lincoln KB, Eugene T. "Bob Gregorie va començar el disseny del que serà el Continental, un dels models més importants fets per Lincoln. Va començar com un projecte d'Edsel Ford, que volia un cotxe de disseny europeu per poder-lo conduir per Florida durant les seves vacances.
Presentat el 1936, el Zephyr amb motor 1.8 L V12 va tenir molt d'èxit i va adoptar un nom més de fabricant que no pas de model d'automòbil. Seccionant el Zephyr Coupe del 1938 i afegint la roda de recanvi verticalment; aquest últim detall farà distintiu als Lincoln.
El 1945 Lincoln i Mecury s'agrupen sota la divisió Lincoln-Mercury. Als anys 50 es presentarà el Continental Mark II, que durant els anys 1955-1956 va vendre's com a divisió Continental (posteriorment tornarà a Lincoln); el preu base d'aquest Continental era de 10,000 dòlars, el mateix que tenia un Rolls-Royce. El 1958 s'ajunta la divisió Edsel amb Lincoln-Mercury i el 1960 desapareix la divisió Edsel.
Fins al 1981 el Continental va ser el model més gran i luxós de Lincoln, però l'entrada del Town Car (anteriorment era el paquet d'equipament més luxós del Continental), aquest va assumir aquest rol.
Gràcies a models com el Navigator, Town Car i Continental Lincoln va ser la marca de vehicles de luxe més venuda el 1998. També entrarà aquest mateix any al Premier Automotive Group però en sortirà el 2002 després que Ford Motor Company crees una nova estratègia de mercat, separant el que són marques domèstiques de les que són "d'importació".
Recentment Lincoln ha perdut terreny front de marques japoneses, europees i inclús americanes degut a la falta de nous models en la seva gamma. Per frenar aquesta tendència, Lincoln presentara 5 nous models d'automòbils els anys 2004-2008 i fins al moment ja hi ha el Mark LT, MKZ (anteriorment anomenat Zephyr) i MKX. Pel 2008 s'espera també al MKS. L'ús d'aquest nou sistema d'anomenació de vehicles, format per 3 lletres està basat en el sistema "Lincoln Mark", usat des dels anys 50. Llavors, els nous models tindran sempre "MK" ("Mark"): MKX, MKZ, MKS per exemple. El Navigator i el Town Car seguiran mantenint aquests noms.
En l'actualitat, Lincoln està disponible als mercats següents: Estats Units, Canadà, Mèxic, Puerto Rico, Illes Verges Nord-americanes, Corea del Sud i l'Orient Mitjà.

## Cotxes presidencials
Lincoln té una llarga història en aquest camp, oferint limusines per als presidents dels Estats Units. El Lincoln V12 descapotable, anomenat "Sunshine Special", del 1939 va ser usat per Franklin D. Roosevelt. Aquest vehicle serà usat fins al 1950, quan Lincoln ofereix el Cosmopolitan, anomenat "Bubble Top" i que van usar els presidents Harry S. Truman, Dwight D. Eisenhower, John F. Kennedy i Lyndon B. Johnson (aquest últim, només un cop). Va deixar-se d'usar el 1965. Kennedy va usar un Lincoln Continental descapotable del 1961. Tot i que va usar-se fins al 1977, després de l'assassinat d'aquest, rebrà forces modificacions. Richard Nixon usarà un Lincoln el 1969 i també els presidents Gerald Ford, Jimmy Carter, Ronald Reagan i George H. W. Bush usaran un Lincoln, això si, del 1972. L'últim Lincoln presidencial va ser un model del 1989.
Cadillac va subministrar limusines presidencials els anys 1983, 1993, 2001 i 2004.

## Vehicles fabricats per Lincoln

### Gamma actual
- Lincoln Mark LT (2006–)
- Lincoln MKS (2008–)
- Lincoln MKX (2007–)
- Lincoln MKZ (2007–)
- Lincoln Navigator (1998–)
- Lincoln Town Car (1981–)

### Models recents
- Lincoln LS (2000–2006)
- Lincoln Aviator (2003–2005)
- Lincoln Blackwood (2002)
- Lincoln Continental (1961–2002)
- Lincoln Mark Series (1956–1998)
- Lincoln Zephyr (2006)

### Models històrics
- Lincoln L-series (1920–1930)
- Lincoln K-series (1931–1939)
- Lincoln-Zephyr (1936–1942)
- Lincoln-Zephyr Continental (1940–1942, 1946–1948), posteriorment Lincoln Continental
- Lincoln Custom (1941–1942)
- Lincoln (sense cap altre nom) (1946–1951)
- Lincoln Sport (1949–1951)
- Lincoln Cosmopolitan (1949–1954)
- Lincoln Lido (1950–1951)
- Lincoln Custom (1955)
- Lincoln Capri (1952–1959)
- Lincoln Premiere (1956–1960)
- Lincoln Versailles (1976–1980)